# 가메카와 마사시
가메카와 마사시(일본어: 亀川 諒史, 1993년 5월 28일 ~ )는 일본의 축구 선수이다.

## 구단 경력
그는 2012년부터 J리그의 쇼난 벨마레, 아비스파 후쿠오카, 가시와 레이솔, V-파렌 나가사키, 요코하마 FC에서 뛰었다.

## 국가대표팀 경력
그는 2013년 AFC U-22 축구 선수권 대회에 참가할 일본 국가대표팀에 발탁되었다. 2016년 AFC U-23 축구 선수권 대회에도 출전, 우승에 기여했다. 2016년 하계 올림픽 2경기에 출전했다.